# Geoendomychus hesperus
Geoendomychus hesperus es una especie de coleóptero de la familia Endomychidae.

## Distribución geográfica
Habita en Camerún.